# L'Étudiant de Prague (film, 1935)
Pour les articles homonymes, voir L'Étudiant de Prague.
Pour plus de détails, voir Fiche technique et Distribution.
L'Étudiant de Prague (titre original : Der Student von Prag) est un film allemand réalisé par Arthur Robison, sorti en 1935.

## Synopsis
À Prague en 1860, Balduin, un étudiant désargenté, se voit offrir une forte somme d'argent pour vendre le reflet de son image dans les miroirs. Dès lors, alors qu'il croise constamment ce double inquiétant, sa vie devient brillante et étrange.

## Fiche technique
- Titre original : Der Student von Prag
- Titre français : L'Étudiant de Prague
- Réalisation : Arthur Robison
- Scénario : Hanns Heinz Ewers, Hans Kyser, d'après le roman d'Henrik Galeen
- Photographie : Bruno Mondi
- Montage : Roger von Norman (de)
- Musique : Theo Mackeben
- Décors : Karl Haacker
- Costumes : Edward Suhr
- Son : Fritz Seeger
- Société de production : Cine-Allianz Tonfilmproduktions GmbH
- Pays d'origine :  Reich allemand
- Format : Noir et blanc — 35 mm — 1,37:1 — Son : Mono
- Genre : Film dramatique
- Durée : 87 minutes
- Dates de sortie : 
  -  Reich allemand : 10 décembre 1935

## Distribution
- Anton Walbrook (alors Adolf Wohlbrück) : Balduin
- Theodor Loos : Dr. Carpis
- Dorothea Wieck : Julia
- Erich Fiedler (de) : le baron Waldis
- Edna Greyff : Lydia
- Karl Hellmer : Krebs
- Volker von Collande (de) : Zavrel
- Fritz Genschow : Dahl
- Elsa Wagner : Jarmila
- Miliza Korjus : Julia (voix chantée)
- Martha von Konssatzki : l'hôtesse de l'hôtel
- Paul Rehkopf
- Fred Goebel (de)
- Betty Sedlmayr (de)
- Walter von Allwörden (de)
- Victor von Zitzewitz (de)
- Franz Zimmermann (de)
- Kurt Getke
- Kurt Herfuth
- Heinz Herkommer
- Franz List
- Ferry Reich
- Siegfried Seefeld